# دييجينهو (لاعب كرة قدم مواليد 1989)
دييجينهو (بالبرتغالية: Dieguinho‏) هو لاعب كرة قدم برازيلي، ولد في 22 يونيو 1989 في ريبيرو داس نيفيس في البرازيل. لعب مع Joinville Futsal ‏.